# Рене Крхін
Рене Крхін (словен. Rene Krhin; нар. 21 травня 1990, Марибор,  СФРЮ) — словенський футболіст, півзахисник. У складі збірної Словенії був учасником чемпіонату світу 2010 року.

## Кар'єра
Перший досвід футболіст отримав у віці 9 років у дитячо-юнацькій школі словенського клубу «Марибор» з рідного міста. Талановитого юного футболіста у віці 16 років помітив італійський «Інтернаціонале», куди гравець незабаром і перейшов. З 2007 по 2009 рік Рене удосконалював свою майстерність в молодіжному складі цього клубу. 

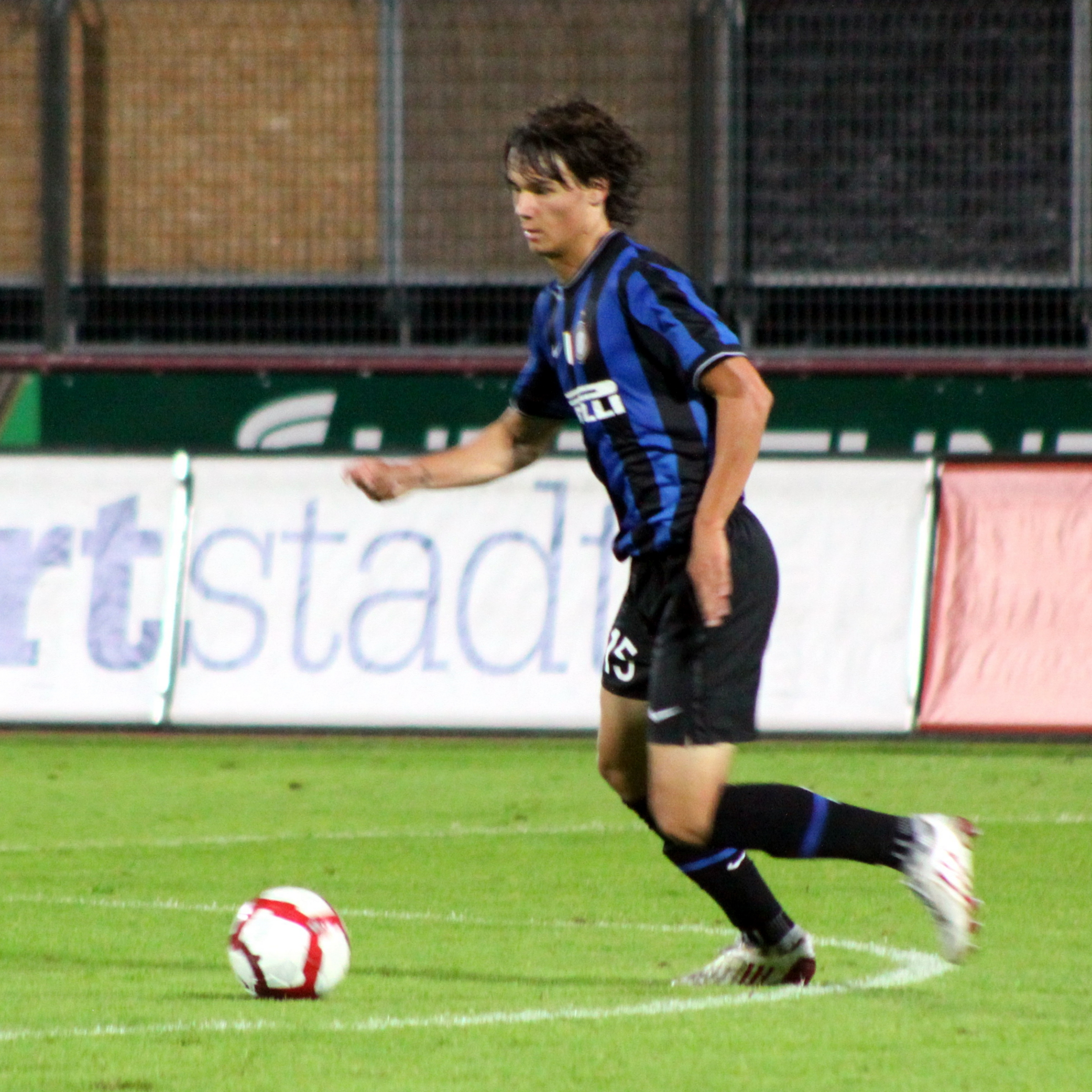
Рене Крхін під час виступів за «Інтернаціонале».

За основну команду Рене дебютував 13 вересня 2009 року в матчі третього туру чемпіонату Італії проти «Парми» .. В листопаді того ж року Крхін уклав свій перший контракт  на 5 років. Всього за сезон 2009/10 в «Інтері» він провів 5 матчів, допомігши команді стати чемпіоном Італії та володарем національного кубка. 
У липні 2010 року «Болонья» викупила 50 відсотків прав на гравця за 2 млн. євро. Поступово футболіст став основним гравцем команди, але 2014 року «Болонья» зайняла передостаннє 19 місце і вилетіла з Серії А, через що футболіст повернувся в «Інтернаціонале».
За першу половину сезону 2014/15 Крхін лише тричі вийшов на заміну в чемпіонаті за «Інтернаціонале». Через брак ігрової практики словенець перейшов на правах оренди до аутсайдера іспанської Ла-Ліги «Кордови», за яку зіграв 14 матчів у чемпіонаті.
23 липня 2015 перейшов до іншого іспанського клубу — «Гранади». За два роки зіграв 36 матчів у Ла-Лізі. За підсумками сезону 2016/17 андалуський клуб понизився в класі, а Крхін відправився в оренду до французького «Нанта».
Сезон в оренді в «Нанті» був відносно успішним (18 матчів у чемпіонаті, 1 гол), тож за підсумками сезону клуб викупив контракт Крхіна за 300 тисяч євро, підписавши угоду до літа 2020. Загалом словенець зіграв за клуб з Нанта 42 матчі у чемпіонаті.
Після закінчення контракту в кінці сезону 2019/20 став вільним агентом і тривалий час лишався без клубу, поки 10 лютого 2021 року не підписав контракт з іспанським «Кастельйоном» до кінця сезону. Зігравши лише 7 ігор у Сегунді, після закінчення контракту залишив клуб і у вересні приєднався до австралійського клубу «Вестерн Юнайтед», де і завершив ігрову кар'єру наступного року.

### Кар'єра в збірній
Дебютував за національну збірну 5 вересня 2009, в товариському матчі проти  Англії, вийшовши на заміну в другому таймі.
У наступному році головний тренер збірної Матяж Кек включив Крхіна в число футболістів, викликаних у збірну на чемпіонат світу 2010 року в ПАР, проте на поле Рене так і не вийшов.
Крхін забив свій перший гол за збірну 7 червня 2013 року у відбірковому матчі до чемпіонату світу проти Ісландії. Через три роки, 4 вересня 2016 року, Крхін забив свій другий і останній гол у матчі проти Литви (2:2). Загалом за збірну Рене провів 48 ігор.

## Досягнення
- Чемпіон Італії: 2009/10
- Володар  Кубка Італії: 2009/10
- Переможець  Ліги чемпіонів УЄФА: 2009/10